# Soplica (wódka)

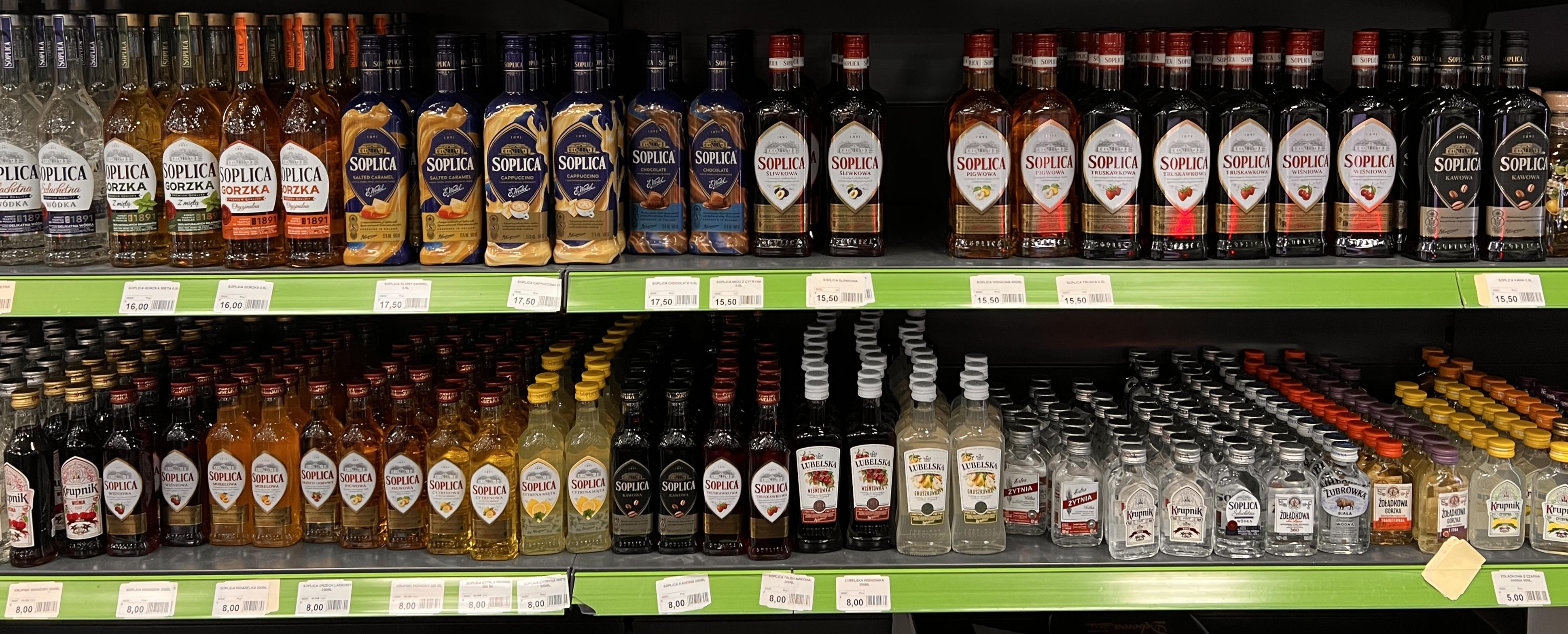
Różne rodzaje butelek Soplicy w polskim supermarkecie w Belgii (2025).

Soplica – jedna z najstarszych polskich marek wódki czystej, spirytusu oraz nalewek powstających na bazie dojrzałych owoców. Na rynku obecna od ponad 120 lat. W latach 2013–2022 należała do rosyjskiej Russian Standard Group. Z kolei od 2022 roku do Maspex.

## Portfolio
Portfolio Soplicy tworzy 21 produktów:
- Soplica Szlachetna Wódka
- Soplica Spirytus Nalewkowy
- Soplica Staropolska
- Soplica Malinowa
- Soplica Wiśniowa
- Soplica Orzech Laskowy
- Soplica Pigwowa
- Soplica Śliwkowa
- Soplica Czarna Porzeczka
- Soplica Jabłkowa
- Soplica Orzech Włoski
- Soplica Truskawkowa
- Soplica Jagodowa
- Soplica Cytrynowa z Nutą Miodu
- Soplica Mirabelkowa
- Soplica Morelowa
- Soplica Przepalana
- Soplica Przepalana z Suszem
- Soplica Cytryna Malina
- Soplica Cytryna Mięta
- Soplica Cytryna Pigwa
- Soplica Cytrynówka
- Soplica Gorzka
- Soplica Gorzka z miętą

## Historia
Twórcą wódki Soplica był Bolesław Kasprowicz, który w 1888 roku założył Fabrykę Wódek i Likierów w Gnieźnie. Pierwszą butelkę Soplicy wyprodukowano tam w 1891 roku, czego dowodem jest istniejąca do dziś replika butelki w Muzeum Początków Państwa Polskiego w Gnieźnie.
Bolesław Kasprowicz pochodził z wielkopolskiego Czempina. Uruchamiając w 1888 roku swoją destylarnię w Gnieźnie, stał się jednym z polskich pionierów branży alkoholowej. Po trzech latach od uruchomienia zakładu, w 1891 roku, Kasprowicz wprowadził na rynek czystą wódkę Soplica. Kilka lat później zakład produkcyjny w Gnieźnie był już dużym przedsiębiorstwem, które przetwarzało nawet 3 wagony czystego spirytusu tygodniowo
W czasie I wojny światowej, Fabryka Wódek i Likierów w Gnieźnie zawiesiła działalność. Sam Kasprowicz zaangażował się w działania niepodległościowe, działając w magistracie i obejmując w 1919 roku urząd prezydenta miasta Gniezna. Dopiero w następnym roku, 1920, powrócił na kierownicze stanowisko swojej fabryki. Zakład w latach 20. XX wieku zatrudniał ok. 800 pracowników, produkował rocznie ok. miliona litrów 12 gatunków wódek i 11 koniaków.
Od 2013 r. właścicielem był Russian Standard Group.
W 2022 roku polska firma Maspex sfinalizowała jej zakup.
Receptury wódek i likierów Soplicy opracowane zostały przez samego Kasprowicza. Był on autorem wielu unikatowych przepisów, które ręcznie spisane, dokumentowane były w księdze zwanej „recepturarzem”. Wszystkie wyroby tworzone przez Kasprowicza były oznaczane inicjałami B.K. oraz wizerunkiem karpia. Nazwy produktów Fabryki Wódek i Likierów nawiązywały do polskiej tradycji i literatury. Aktualnie, na etykiecie wódki Soplica widnieje dworek, nawiązujący do Pana Tadeusza Adama Mickiewicza.

## Uznanie
W ciągu pierwszych 50 lat istnienia swoich faktorii produkcyjnych (1888–1939), firma Kasprowicza zdobyła 93 medale i wyróżnienia za jakość swoich produktów. Sama wódka Soplica, zarówno czysta, jak i w wariantach smakowych, zdobyła liczne nagrody i wyróżnienia w konkursach eksperckich i konsumenckich. W 2012 roku Soplica, jako pierwsza marka twardych alkoholi w historii Effie w Polsce, zdobyła Srebrną nagrodę Effie 2012 za relaunch marki.

## Odpowiedzialność społeczna
W roku 2008 Soplica rozdała ponad milion alkomatów w ramach akcji społecznej „Alko-Casco” przeprowadzonej we współpracy z Policją.